# Newton County (Mississippi)
 For alternative betydninger, se Newton County. (Se også artikler, som begynder med Newton County)
Newton County er et county i den amerikanske delstat Mississippi.
32°25′N 89°07′V / 32.41°N 89.12°V